# Itzik Shmuli
Itzik Shmuli (en hébreu : אִיצִיק שֶׁמּוּלִי) est un homme politique israélien né le 8 février 1980 à Tel Aviv. Shmuli se fait connaître comme l'un des principaux animateurs du Mouvement israélien pour des logements accessibles en 2011. Il rejoint ensuite le Parti travailliste et est membre de la Knesset de 2013 à 2021. 
Il est ministre du Travail et des Affaires sociales depuis 17 mai 2020.

## Carrière syndicale et politique
Shmuli est président du syndicat des étudiants israéliens entre 2010 et 2012.
Shmuli est avec Daphni Leef et Stav Shaffir, l'un des animateurs les plus connus du Mouvement israélien pour des logements accessibles qui se déroule en 2011.
Shaffir et Shmuli rejoignent ensuite le Parti travailliste et sont élus à la Knesset en 2013.
En juillet 2015, Shmuli révèle publiquement son homosexualité après l'attaque au couteau d'un ultra-orthodoxe contre la Gay Pride de Jérusalem.
Lors des primaires du Parti travailliste en vue des élections législatives d'avril 2019, Shmuli arrive premier devant Shaffir et figure en troisième position sur la liste du parti.
Les élections législatives d'avril 2019 sont un échec pour le parti qui obtient 4,4 % des voix et 6 députés à la Knesset, le plus mauvais score de son histoire. Shmuli est néanmoins élu. Avi Gabbay, le président du parti, se met en retrait de la politique et ne se représente donc pas à l'élection pour la direction du parti de juillet 2019. Plusieurs personnalités du parti candidatent : Amir Peretz, déjà président du parti entre 2005 et 2007, Shaffir et Shmuli. Peretz est élu avec 47 % des voix devant Shaffir (26,9 %) et Shmuli (26,3 %),.
Shaffir et Shmuli sont les deux étoiles montantes du parti mais leurs relations sont tendues et leurs styles de travail très opposés : Shmuli étant reconnu pour sa capacité à coopérer avec les membres de la Knesset qui ne sont pas du même parti, alors que Shaffir préfère provoquer l'opposition de droite par ses déclarations et travailler seule. Quand, lors de l'élection pour la présidence du parti en 2019, Shmuli propose à Shaffir de se retirer de la course, elle lui répond par un tweet critique.
Le 17 mai 2020, Shmuli est nommé ministre du Travail et des Affaires sociales dans le gouvernement d'union Netanyahou-Gantz. 
Shmuli et son compagnon sont pères d'un enfant né en 2019 aux États-Unis par gestation pour autrui.